# The Very Very Bootleg
The Very Very Bootleg – album koncertowy zespołu Pendragon z 1993 roku, nagrany w 1992 w Lille we Francji.

## Spis utworów
Album zawiera utwory:
1. Excalibur - 6:16
2. Total Recall - 6:37
3. Queen of Hearts - 21:34
4. And We'll Go Hunting Deer - 7:36
5. Solid Heart - 9:58

## Skład zespołu
Twórcami albumu są:
- Nick Barrett - śpiew, gitara
- Clive Nolan - instrumenty klawiszowe
- Peter Gee - gitara basowa, gitara
- Fudge Smith - instrumenty perkusyjne